# Svetlana Podobedova
Svetlana Podobedova est une haltérophile, née le 25 mai 1986. Née à Zima, en Russie, elle obtient la nationalité kazakhstanaise pour éviter une suspension à vie après un contrôle antidopage positif.

## Carrière
Elle remporte le concours des moins de 75 kg des Jeux olympiques de 2012 à Londres. Le 27 octobre 2016, le Comité international olympique annonce sa disqualification de ces Jeux et le retrait de sa médaille en raison de la présence d'une substance interdite, le stanozolol, dans les échantillons prélevés lors de ces Jeux

## Vie privée
Le 7 juillet 2013, elle épouse l'haltérophile Vladimir Sedov, ; le couple divorce en 2015.

## Palmarès

### Championnats du monde
- Championnats du monde d'haltérophilie 2005 à Doha
  -  Médaille de bronze en moins de 75 kg
- Championnats du monde d'haltérophilie 2009 à Goyang
  -  Médaille d'or en moins de 75 kg
- Championnats du monde d'haltérophilie 2010 à Antalya
  -  Médaille d'or en moins de 75 kg
- Championnats du monde d'haltérophilie 2011 à Paris
  -  Médaille d'argent en moins de 75 kg

### Championnats d'Europe
- Championnats d'Europe d'haltérophilie 2004 à Sofia
  -  Médaille d'or en moins de 75 kg